# Programmation séquentielle
 (2018).
En informatique, la programmation séquentielle est un paradigme de programmation dans lequel le déroulement des instructions du programme est toujours le même (les instructions elles-mêmes peuvent être différentes en fonction des embranchements, ...). La programmation séquentielle s'oppose à la programmation événementielle dans laquelle la séquence d'instructions exécutée est déterminée ou modifiée en permanence par les différents événements extérieurs ayant une incidence sur le traitement durant son exécution.
Exemples
Le calcul de la paye relève de la programmation séquentielle : une fois lancé le traitement exécute toutes ses instructions dans un certain ordre sans avoir à prendre en compte d'événement externe. Par opposition le traitement qui prend en charge l'interface homme-machine (l'affichage sur l'écran) sur un micro-ordinateur relève de la programmation événementielle : le traitement prend en compte en permanence les actions de l'utilisateur qui viennent interagir avec la séquence de ses instructions.